# Kustregionen
Kustregionen (franska: Province du Littoral, engelska: Littoral, Littoral Province, Littoral Region, franska: Région du Littoral) är en region i Kamerun. Den ligger i den sydvästra delen av landet, 160 km väster om huvudstaden Yaoundé. Antalet invånare är 2 202 340. Arean är 20 248 kvadratkilometer. Kustregionen gränsar till Sydvästra regionen, Västra regionen, Centrumregionen och Södra regionen. 
Kustregionen delas in i:
- Département du Wouri
- Département de la Sanaga-Maritime
- Département du Nkam
- Département du Mungo

Följande samhällen finns i Kustregionen:
- Douala
- Edéa
- Loum
- Nkongsamba
- Mbanga
- Manjo
- Melong
- Penja
- Dizangué
- Bonabéri
- Yabassi
- Ndom
- Dibombari
- Diang
- Mouanko